# 杜氏後鰭魚
杜氏後鰭魚為輻鰭魚綱鲱形目鋸腹鰳科的其中一種，分布於東太平洋區，從墨西哥加利福尼亞灣至秘魯Guayaquil灣海域，棲息深度可達50公尺，體長可達20公分，棲息在沿岸海域、河口區，以小魚為食，可做為食用魚。

## 擴展閱讀
維基物種上的相關：杜氏後鰭魚